# Gunnera morae
Gunnera morae är en gunneraväxtart som beskrevs av Wanntorp och Klack. Gunnera morae ingår i släktet gunneror, och familjen gunneraväxter. Inga underarter finns listade.